# Vermiosa
Vermiosa is een plaats (freguesia) in de Portugese gemeente Figueira de Castelo Rodrigo en telt 438 inwoners (2001).